# Mpongwe Baptist Association
Mpongwe Baptist Association är ett kristet trossamfund i Zambia, bildat 1974 av församlingar sprungna ur det missionsarbete som svenskar från Fribaptistsamfundet startade 1931.
MBA har idag omkring 14 000 medlemmar i 163 församlingar.
MBA driver Mpongwe Mission Hospital samt en pastorsutbildning vid Fiwale Hill Bible College, i samarbete med Baptist Union of Zambia.